# سه خانواده
سه خانواده (انگلیسی: Three Families) یک درام تلویزیونی بریتانیایی دو قسمتی است که توسط استودیو لمبرت برای بی‌بی‌سی وان توسعه یافته است. این فیلم توسط الکس کالیمنیوس از فیلمنامه‌ای از گوینت هیوز کارگردانی شده است. این فیلم در ایرلند شمالی بین سال‌های ۲۰۱۳ تا ۲۰۱۹ که سقط جنین به طور واقعی جرم شناخته شد، دراماتیک داستان‌های واقعی خانواده‌هایی است که تحت تأثیر قوانین محدود کننده سقط جنین قرار گرفته اند. ابن فیلم در ۱۰ و ۱۱ مه ۲۰۲۱ از شبکه بی‌بی‌سی وان پخش شد.